# Février 1968

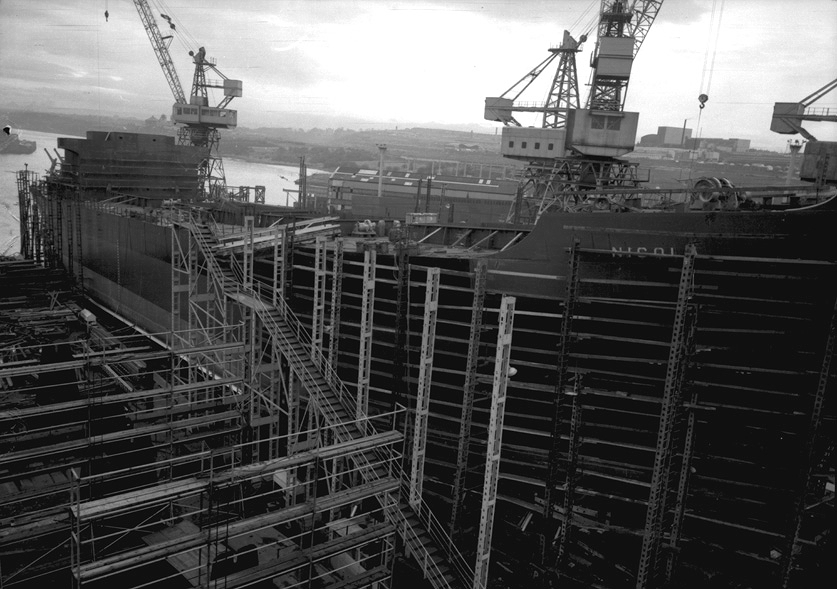

## Évènements
- France : « Suspension » des activités du MRP par Jean Lecanuet, le mouvement se dissout dans le Centre Démocrate.
- France : Manifestations contre la guerre du Viêt Nam, grève des enseignants du secondaire.

- 1er février : 
  - Les armées de terre, de mer et de l'air sont fusionnées pour former les Forces canadiennes.
  - CNUCED : conférence des Nations unies sur le commerce et le développement à New Delhi.

- 5 février, France : grèves des cheminots à Grenoble, des employés de banque à Paris et du personnel navigant d’Air Inter.

- 6 février, France : ouverture des Xe jeux olympiques d'hiver à Grenoble. La vasque olympique est allumée par Alain Calmat devant les 60 000 spectateurs du stade olympique de Grenoble. Jean Claude Killy remporte 3 médailles d'or en descente. Les images sont retransmises pour la première fois en couleur et partout dans le monde.

- 7 février : bataille de Lang Vei.

- 8 février : 
  - mort de trois étudiants américains en Caroline du Sud lors de manifestations pour les droits civiques.
  - Intervention de Robert Kennedy sur la guerre du Vietnam "qui ne peut être gagnée"[1].

- 9 février, France : le fondateur et délégué général de la Cinémathèque française, Henri Langlois, est démis de ses fonctions sur demande du gouvernement. Ce renvoi suscite une énorme émotion non seulement dans les milieux du cinéma, français et internationaux, mais dans tout le monde culturel.

- 11 février, France : une manifestation réunit étudiants et ouvriers des usines Dassault à Bordeaux.

- 14 février, France : manifestation et affrontements avec la police devant la Cinémathèque. Jeunes réalisateurs de la Nouvelle Vague, grandes vedettes et activistes politiques, dont Cohn-Bendit, s'y retrouvent côte à côte.

- 26 février, France : début de la semaine de revendications à l’appel de la CGT et de la CFDT dans la chimie.

- 27 février :  intervention de Walter Cronkite, journaliste à CBS, sur la situation au Vietnam peu de temps après l'offensive du Têt[2].

- 28 février : inauguration d'Auroville, en Inde.

## Naissances
- 1er février : 
  - Mark Recchi, joueur de hockey.
  - Lisa Marie Presley, chanteuse américaine, écrivaine et fille d'Elvis Presley († 12 janvier 2023).
- 2 février : Oumou Sangaré, autrice, compositrice, interprète malienne.
- 7 février : 
  - Mark Tewksbury, nageur.
  - Katja K, actrice de charme danoise.
- 8 février : Gary Coleman, acteur américain († 28 mai 2010).
- 12 février : Josh Brolin, acteur américain.
- 13 février : 
  - Emmanuel Atuyakila, homme politique de la République démocratique du Congo.
  - Céline Géraud, ancienne judokate française devenue animatrice de télévision.
- 15 février : Axelle Red, chanteuse belge.
- 18 février : 
  - Molly Ringwald, actrice américaine, membre du Brat Pack.
  - Emmanuel Gobilliard, évêque catholique français.
- 22 février : Shawn Graham, premier ministre du Nouveau-Brunswick.
- 24 février : Francesco Baiano, footballeur italien.
- 25 février : Sandrine Kiberlain, actrice et chanteuse française.
- 26 février : Tim Commerford, bassiste de Rage Against The Machine et d'Audioslave.
- 27 février : 
  - Matt Stairs, joueur de baseball.
  - Lisa M. Montgomery, criminelle, condamnée à mort et exécutée aux États-Unis († 13 janvier 2021).
- 28 février : Dean Brisson, réalisateur et scénariste, producteur et agent québécois.

## Décès
- 1er février : Gerard Pieter Adolfs, peintre et architecte néerlandais des Indes orientales (° 1er février 1968).
- 5 février : Paul Richaud, cardinal français, archevêque de Bordeaux (° 16 avril 1887).
- 7 février : Louis Delannoy, coureur cycliste belge (° 16 juin 1902).
- 8 février : Jean Borremans, homme politique belge (° 14 mai 1911).
- 14 février : Pierre Veuillot, cardinal français, archevêque de Paris (° 5 janvier 1913).
- 16 février : Ernest Charles Drury, premier ministre de l'Ontario.
- 17 février : Léon Savary, écrivain et journaliste suisse romand (° 29 avril 1895).
- 20 février : Anthony Asquith, réalisateur et scénariste britannique (° 1902, 65 ans).
- 25 février : Camille Huysmans, homme politique belge (° 26 mai 1871).